# Iridana
Iridana is een geslacht van vlinders uit de familie Lycaenidae. De wetenschappelijke naam van het geslacht is voor het eerst geldig gepubliceerd in 1921 door Per Olof Christopher Aurivillius.
De typesoort van het geslacht is Iris incredibilis Staudinger, 1891

## Soorten
- Iridana ansorgei (Grose-Smith, 1898)
- Iridana bwamba Stempffer, 1964
- Iridana euprepes (Druce, 1905)
- Iridana exquisita (Grose-Smith, 1898)
- Iridana gabunica Stempffer, 1964
- Iridana ghanana Stempffer, 1964
- Iridana hypocala Eltringham, 1929
- Iridana incredibilis (Staudinger, 1891)
- Iridana jacksoni Stempffer, 1964
- Iridana katera Stempffer, 1964
- Iridana magnifica Hawker-Smith, 1933
- Iridana marina Talbot, 1935
- Iridana nigeriana Stempffer, 1964
- Iridana noellae Bouyer, 2014
- Iridana obscura Stempffer, 1964
- Iridana perdita (Kirby, 1890)
- Iridana pseudobscura Bouyer, 2014
- Iridana rougeoti Stempffer, 1964
- Iridana tororo Stempffer, 1964
- Iridana unyoro Stempffer, 1964